# Mahima Chaudhry
Mahima Chaudhry (geboren Ritu Chaudhary; Darjeeling, 13 september 1973) is een voormalig Indiaas actrice die voornamelijk in Hindi films speelde en televisiepersoonlijkheid.

## Biografie
Chaudhry verscheen in verschillende reclamespotjes, waarvan de meest bekende voor Pepsi was, met Aamir Khan en Aishwarya Rai, voor ze haar Hindi filmdebuut maakte met Pardes (1997). Waarvoor ze de Filmfare Award voor beste vrouwelijke debuut kreeg. Haar tweede film was de Telugu film Manasulo Maata (1999). 
Ze was van 2006 tot 2013 gehuwd met zakenman Bobby Mukherji met wie zij dochter Ariana kreeg. Chaudhry verscheen nog in enkele films en televisieprogramma's.

## Filmografie

### Films
| Jaar | Film                          | Rol                  | Opmerking                    |
| ---- | ----------------------------- | -------------------- | ---------------------------- |
| 1997 | Pardes                        | Kusum Ganga          |                              |
| 1999 | Manasulo Maata                | Priya                | Telugu film                  |
| 1999 | Dil Kya Kare                  | Kavita Kishore       |                              |
| 1999 | Daag: The Fire                | Kajri Verma/ Kajal   |                              |
| 1999 | Pyaar Koi Khel Nahin          | Nisha                |                              |
| 2000 | Dhadkan                       | Sheetal Varma        |                              |
| 2000 | Deewane                       | Pooja                |                              |
| 2000 | Kurukshetra                   | Anjali P. Singh      |                              |
| 2000 | Khiladi 420                   | Ritu Bhardwaj        |                              |
| 2001 | Lajja                         | Maithili             |                              |
| 2001 | Yeh Teraa Ghar Yeh Meraa Ghar | Saraswati            |                              |
| 2002 | Om Jai Jagadish               | Ayesha               |                              |
| 2002 | Dil Hai Tumhaara              | Nimmi                |                              |
| 2003 | Saaya                         | Tanya                |                              |
| 2003 | Tere Naam                     |                      | in nummer "O Jaana"          |
| 2003 | Waisa Bhi Hota Hai Part II    | haarzelf             | gastoptreden                 |
| 2003 | Baghban                       | Arpita Alok Malhotra |                              |
| 2003 | LOC Kargil                    | Reena Yadav          |                              |
| 2004 | Dobara                        | Dr. Anjali Sehgal    |                              |
| 2004 | Chess: A Game Plan            |                      |                              |
| 2005 | Zameer: The Fire Within       | Supriya Maheshwari   |                              |
| 2005 | Kuchh Meetha Ho Jaye          | Gulab Khan           |                              |
| 2005 | Sehar                         | Anamika Kant         |                              |
| 2005 | Film Star                     | Heera Pandit         |                              |
| 2005 | The Film                      | Sushmita Banerjee    |                              |
| 2005 | Home Delivery                 | Maya                 |                              |
| 2005 | Bhagmati                      | Bhagmati             | stemacteur, animatiefilm     |
| 2006 | Souten: The Other Woman       | Mitali R. Singh      |                              |
| 2006 | Sandwich                      | Sweet S. Singh       |                              |
| 2006 | Kudiyon Ka Hai Zamana         | Anjali               |                              |
| 2006 | Mr 100%                       | Shilpa               |                              |
| 2006 | Hope and a Little Sugar       | Saloni Oberoi        |                              |
| 2006 | Sarhad Paar                   | Simran               |                              |
| 2008 | Gumnaam – The Mystery         | Riya/ Semon Singh    |                              |
| 2010 | Pusher                        | Anita                |                              |
| 2014 | Kaanchi                       |                      | in nummer "Kambal Ke Neeche" |
| 2016 | Dark Chocolate                | Ishani Banerjee      |                              |
| 2019 | Mumbhaii Gangster             | vrouw van Avi        |                              |
| 2024 | The Signature                 | Ambika               |                              |
| 2025 | Emergency                     | Pupul Jayakar        |                              |
| 2025 | Nadaaniyan                    | Neelu Jaisingh       |                              |

### Televisie
| Jaar | Programma              | Rol           |
| ---- | ---------------------- | ------------- |
| 2008 | Jalwa Four 2 Ka 1      | jurylid       |
| 2010 | Raaz Pichhle Janam Ka  | deelneemster  |
| 2012 | Chhote Miyan Chapter 3 | jurylid       |
| 2012 | Kahta Hai Poet         | presentatrice |
| 2014 | Ticket to Bollywood    | jurylid       |